# Военное печенье

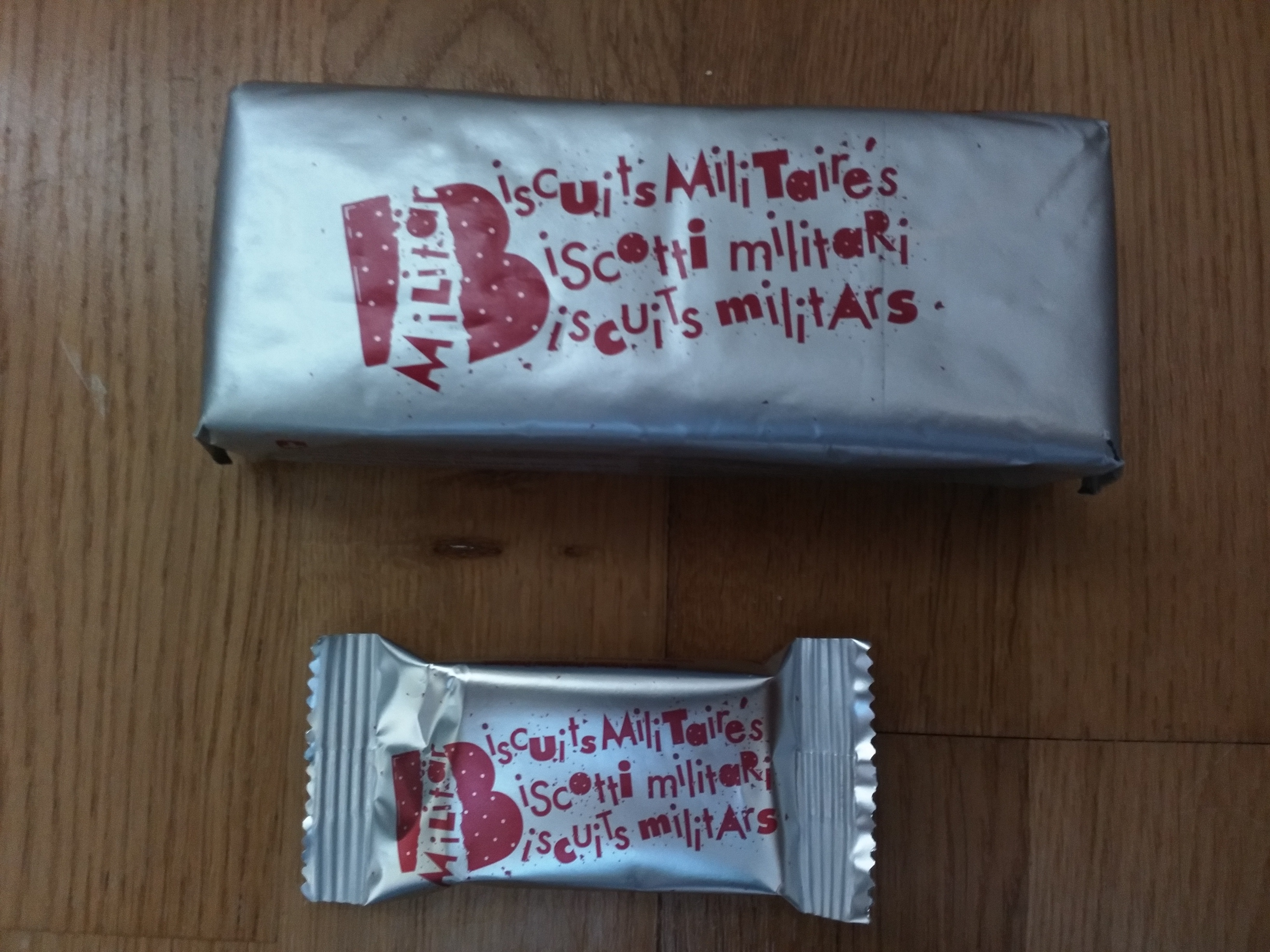
Стандартная и маленькая упаковка Militärbiscuits

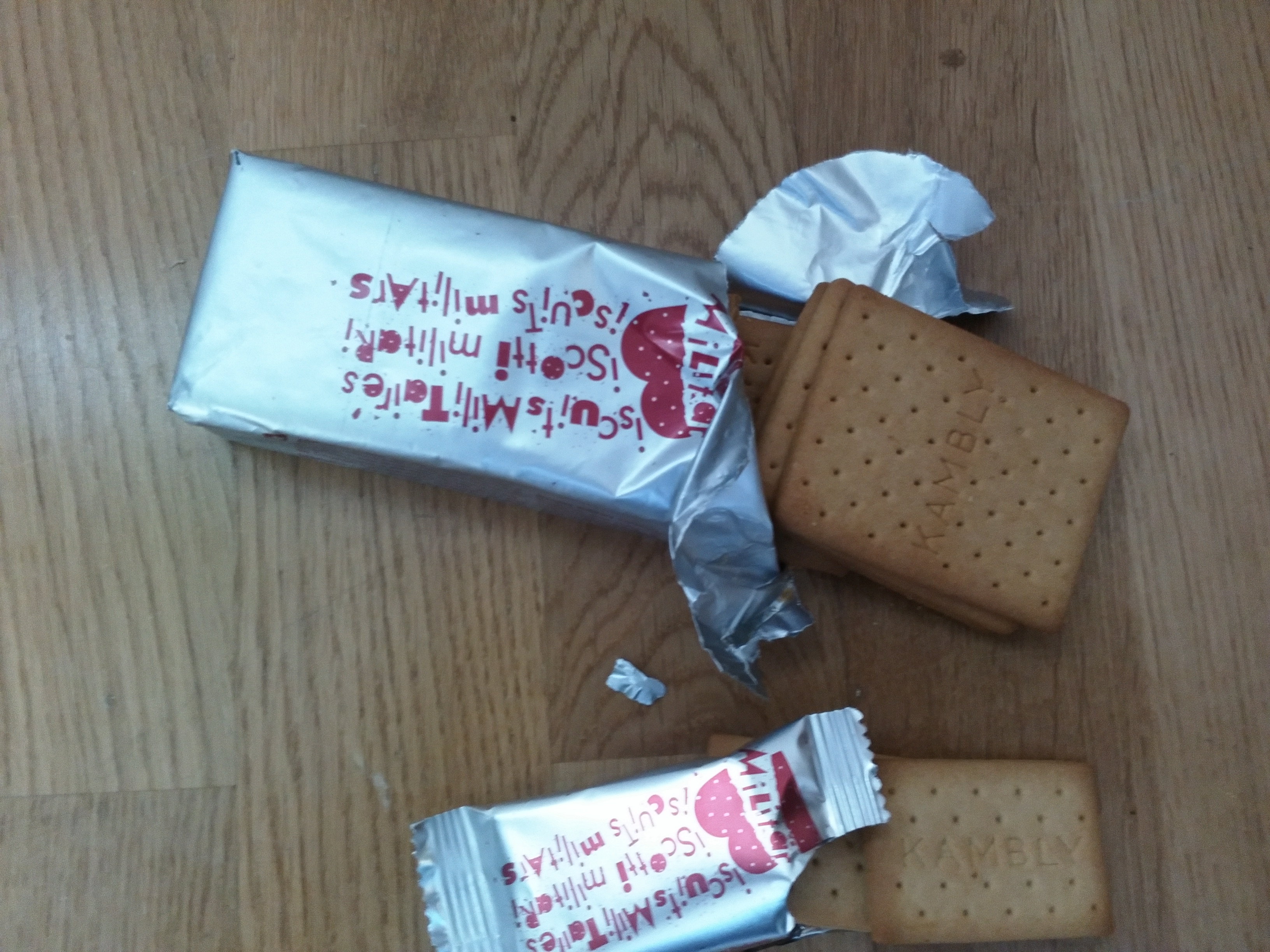
Вскрытые упаковки

Военное печенье (нем. Militärbiscuit; фр. biscuits militaires; итал. biscotti militari; романш. biscuits militars) — компонент питания армии Швейцарии.

## История
Оскар Дж. Камбли, второй глава традиционной швейцарской компании Kambly СА, в 1959 году разработал рецепт выпечки с нейтральным вкусом. Это было сделано для замены военных сухарей, известных в немецком языке как Bundesziegel (рус. федеральный кирпич), и совместимости рациона с сыром или колбасой, а также с шоколадом. Продукт должен был иметь срок годности не менее трёх лет. Начиная с 1959 года армия начала распространять среди солдат около миллиона порций военного печенья каждый год. Военное печенье также популярно среди гражданского населения Швейцарии.
Некоторые частники продавали военное печенье несмотря на запрет торговли армейскими продуктами (это также было обозначено на упаковке), чему МОГОСШ изначально хотело помешать, но начиная с 2010 года компании Kambly, производителю военного печенья, всё же разрешили продавать его крупным дистрибьюторам. Тем не менее упаковка должна отличаться от печенья для армии.
С 2009 года печенье также распространяется вместе с армейским шоколадом в подарочных наборах от имени главнокомандующего вооружённых сил Швейцарии солдатам, выполнившим обязанности своей военной службы. На данный момент 25 000 таких подарочных наборов производится в год для швейцарских солдат.
В дополнение к стандартной упаковке военное печенье также доступно в качестве рекламно-сувенирной продукции по две штуки, упакованные в маленькие упаковки, общим весом 9 граммов.

## Ингредиенты и пищевая ценность
Ингредиенты

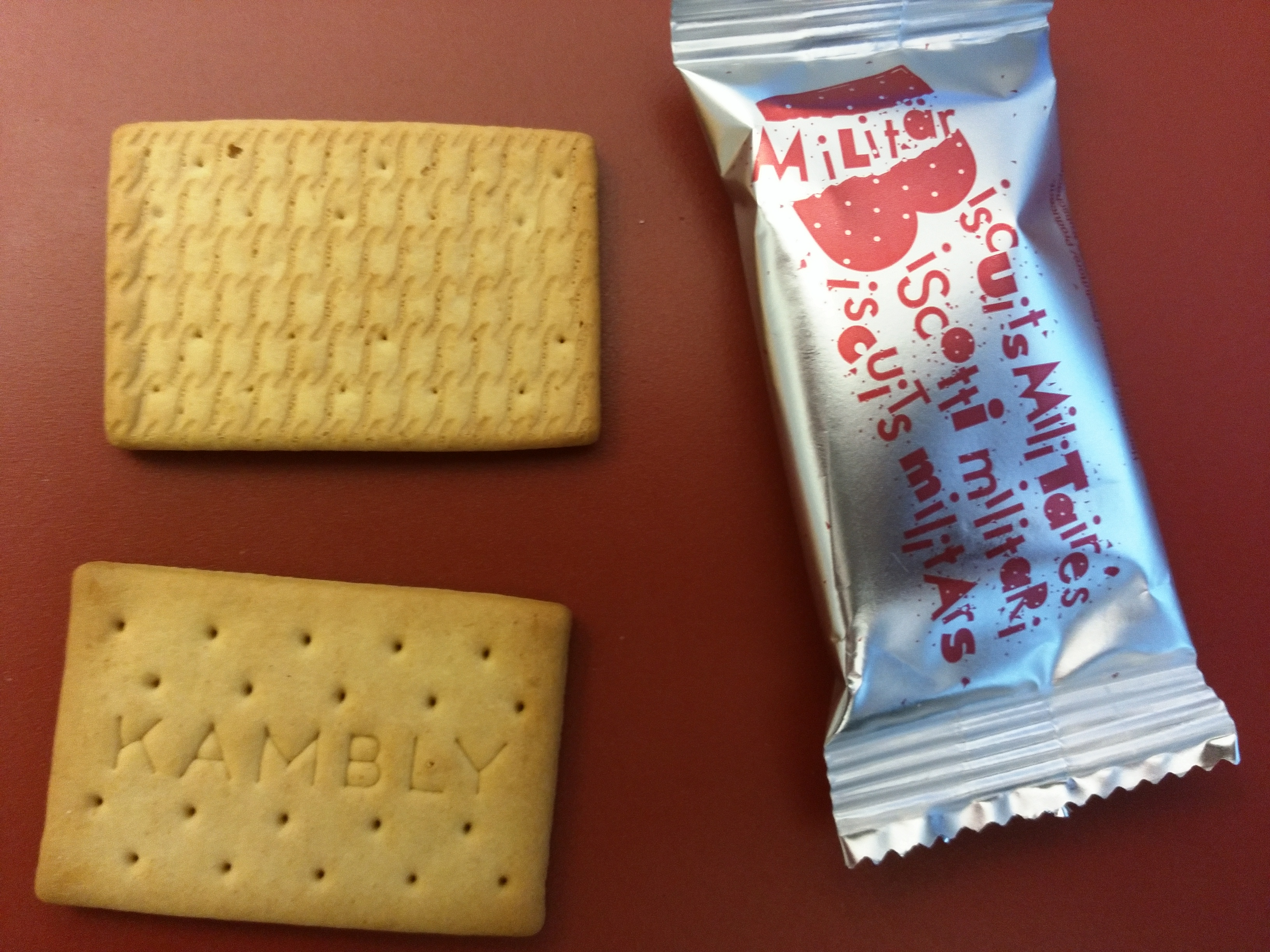
Маленькая упаковка Militärbiscuits и две стороны печенья

- Пшеничная мука, картофельный крахмал, пальмовое масло, глюкоза, сахар, сухое молоко, солод, разрыхлитель, натрия гидрокарбонат, гидрокарбонат аммония, соль.

Пищевая ценность на 100 г
- 450 килокалорий
- 14 грамм жира
- 73 грамма углеводов
- 15 грамм сахара
- 6.9 грамм белка
- 1.9 грамм соли